# Rue Vivegnis
La rue Vivegnis est une artère historique de Liège (Belgique) reliant la rue Mathieu Laensbergh et le parc Saint-Léonard à la rue des Steppes sur la rive gauche de la Meuse. 

## Historique
La rue Vivegnis apparaît au XIIe siècle. Elle est alors une seconde voie de communication vers Herstal, doublant la rue Saint-Léonard qui date sans doute du VIIIe siècle. L'entrée de la rue (côté Liège) était gardée par la porte de Vivegnis alors que l'actuelle esplanade Saint-Léonard était jusqu'au XIXe siècle une pièce d'eau faisant partie du système défensif de la cité ardente.

## Situation
Le tracé de cette rue, tout en légères courbes, a peu changé pendant des siècles. La voirie mesure environ 1 190 m et longe le pied des coteaux de la Citadelle qui épousent le versant nord de la vallée de la Meuse. Elle applique un sens unique de circulation automobile de Coronmeuse vers le centre de Liège depuis la rue Dony jusqu'à la rue Mathieu Laensbergh, et dans le sens inverse pour la partie depuis la rue Dony jusqu'à la rue des Steppes.

## Odonymie
Vivegnis vient du wallon Vî signifiant Vieux et Vegnis faisant référence aux vignes qui poussaient sur les coteaux de la Citadelle tout proches.

## Architecture et patrimoine
La rue compte environ 450 maisons et immeubles dont une trentaine est reprise à l'inventaire du patrimoine culturel immobilier de la Wallonie. Ces bâtiments ont été construits principalement au cours du XVIIIe siècle et du XIXe siècle. 
Au no 2, au coin avec (la rue) Jonruelle, se trouve la maison Germeau, de style Art nouveau datant de 1906-1907 et réalisée par l'architecte Victor Rogister. 
Des immeubles de style éclectique teintés d'Art nouveau se situent du no 209 au no 215. Il s'agit de l'ancienne salle de spectacle La Comète réalisée par l'architecte Joseph Bottin au début du XXe siècle. Un sgraffite rénové en 2017 est visible au no 213.
Au no 251, l'ancien bâtiment administratif de la Société des Charbonnages Bonne-Espérance, Batterie, Bonne-Fin et Violette est érigé en 1897-1898 en retrait de la voirie. Il est dorénavant occupé par l'association Espace 251 Nord qui y organise des expositions d'art contemporain. Les grilles d'entrée en fer forgé relèvent du style Art nouveau.

## Voiries adjacentes
- Parc Saint-Léonard
- Rue Mathieu Laensbergh
- Jonruelle
- Rue de l'Enclos
- Rue Maghin
- Rue des Franchimontois
- Place Vivegnis
- Rue David
- Rue de la Brasserie
- Rue Dony
- Rue Henri Forir
- Rue du Ruisseau
- Rue des Steppes

### Sources et liens externes
- « Saint-Léonard : L’histoire du quartier », sur saint-leonard.be (consulté le 10 janvier 2019)
- Claude Warzée, « Du prieuré Saint-Léonard à la fonderie de canons », sur Histoires de Liège, 14 février 2016 (consulté le 7 août 2023)